# Gypsophila platyphylla
Gypsophila platyphylla är en nejlikväxtart som beskrevs av Pierre Edmond Boissier. Gypsophila platyphylla ingår i släktet slöjor, och familjen nejlikväxter. Inga underarter finns listade i Catalogue of Life.